# Agrius

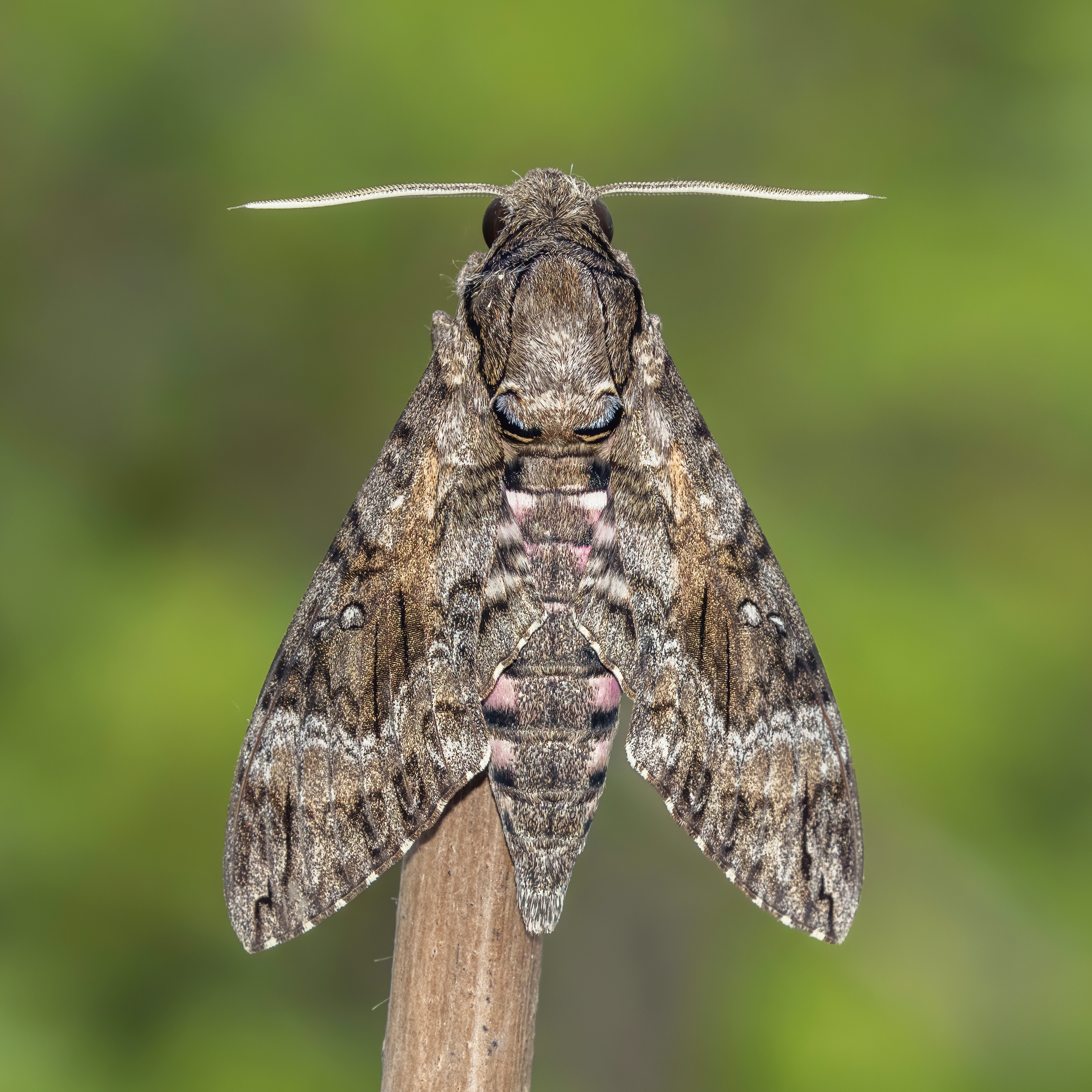
Agrius cingulata

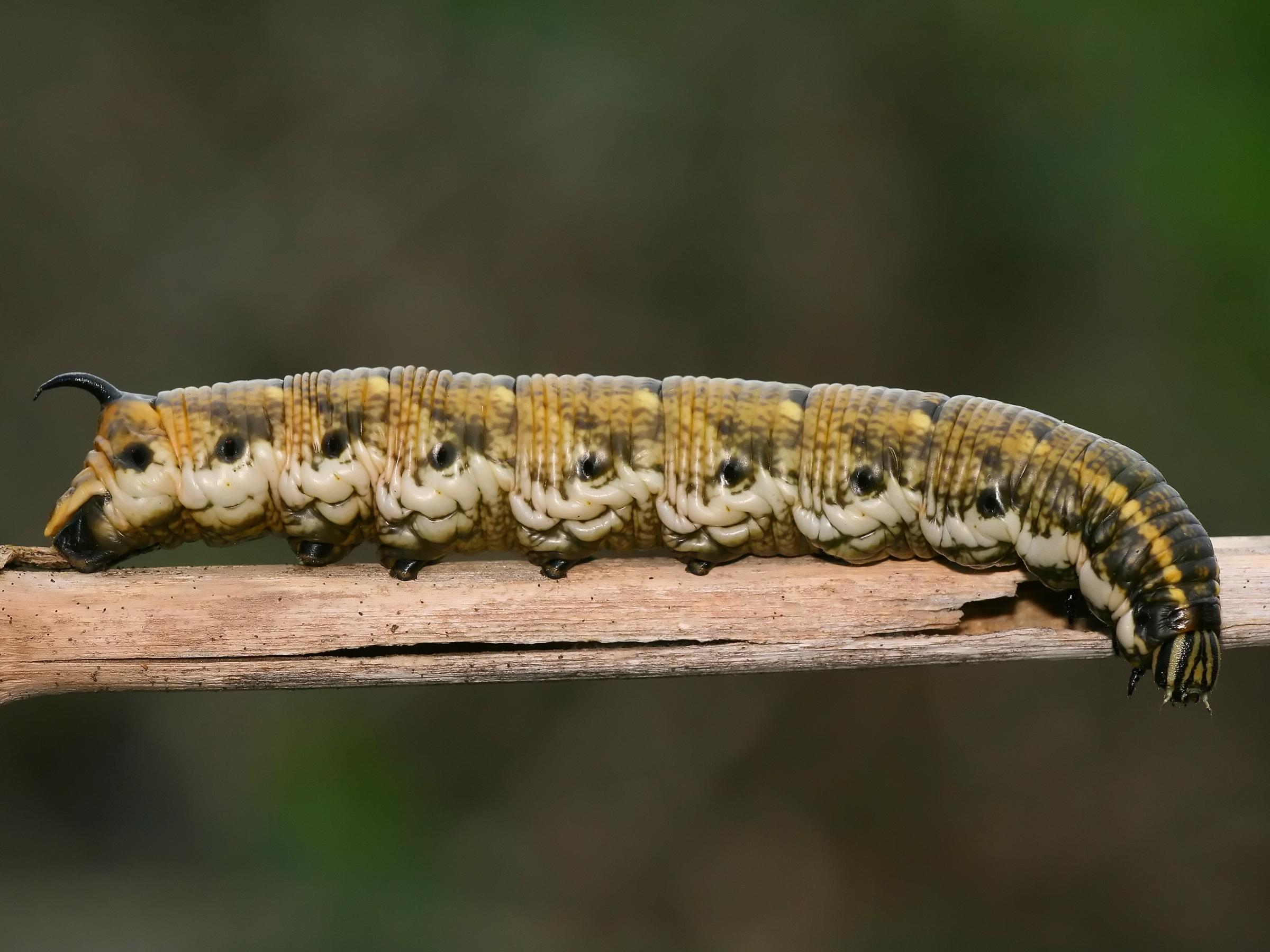
Raupe des Windenschwärmers

Agrius ist eine Gattung aus der Schmetterlingsfamilie der Schwärmer (Sphingidae). Die Arten der Gattung sind fast alle in den Tropen und Subtropen beheimatet, lediglich der Windenschwärmer (Agrius convolvuli) besiedelt auch den warmen Süden der westlichen Paläarktis ganzjährig.

## Merkmale
Die Falter sind nicht so kräftig gebaut wie die der ähnlichen Gattung Acherontia und besitzen schmalere Vorderflügel als diese. Einige Arten sind lebhaft gefärbt und haben pinke Hinterflügel und am Hinterleib eine Zeichnung aus rosa und schwarzen Binden. Der Saugrüssel kann bis zu 2,5 mal so lang wie der Körper sein und ist zur Spitze hin verjüngt. Bei den Männchen sind die Fühler bis zur hakenförmig gekrümmten Spitze gleichmäßig dick, die Fühlerspitzen der Weibchen sind leicht keulenförmig verdickt. Der Hinterleib läuft nach hinten spitz zu. Die Tarsen sind schlank und nicht gestaucht. Die Tarsen des mittleren und hinteren Beinpaares besitzen auf der Unterseite des ersten Gliedes ein basales Haarbüschel. Die Tibien der Hinterbeine haben zwei Paar Sporne. Die Gattung kann von der am nächsten Verwandten Gattung Manduca durch eine Reihe von Merkmalen der Genitalien sicher unterschieden werden.
Die Eier sind im Verhältnis zur Größe der Falter sehr klein. Sie sind kugelig und glänzen nach der Ablage hell blaugrün.
Die Raupen sind ebenso wie die der Gattung Acherontia in ihrer Färbung variabel, haben aber ein gedrungenes, glattes Analhorn, welches aufrecht und leicht nach oben gekrümmt ist. Die Kopfkapsel ist groß und oval. Der Körper hat am Hinterleib seitlich schräge Streifen oder trägt Längslinien.
Die Puppen sind glatt, glänzend und unterschiedlich braun. Der Saugrüssel ist auffällig eingeringelt und vom Körper getrennt. Der Kremaster ist groß und hat zwei nahe beieinander stehende, kurze Endspitzen.

## Lebensweise
Die Raupen ernähren sich vor allem von den Blättern von Büschen und krautigen Pflanzen der Windengewächse (Convolvulaceae), Hülsenfrüchtler (Fabaceae) und Raublattgewächse (Boraginaceae). Die Verpuppung erfolgt in einer Kammer im Erdboden.

## Systematik
In Europa wird die Gattung Agrius nur durch den Windenschwärmer vertreten; weltweit sind sechs Arten der Gattung bekannt:
- Windenschwärmer (Agrius convolvuli) (Linnaeus, 1758)
- Agrius cingulata (Fabricius, 1775)
- Agrius cordiae Riotte, 1984
- Agrius luctifera (Walker, 1865)
- Agrius godarti (Macleaey, 1826)
- Agrius rothschildi Kitching & Cadiou, 2000

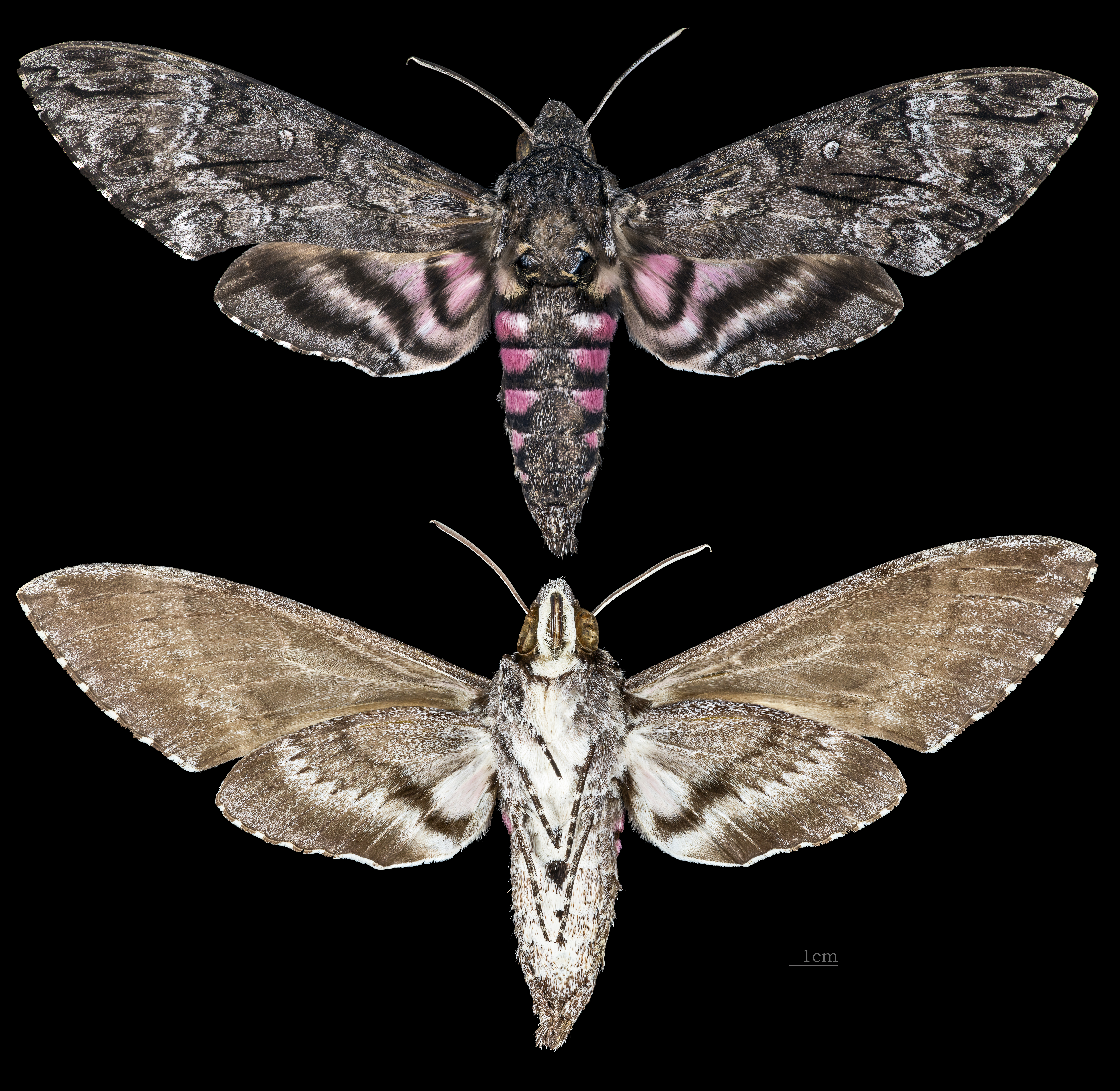
Agrius cingulata
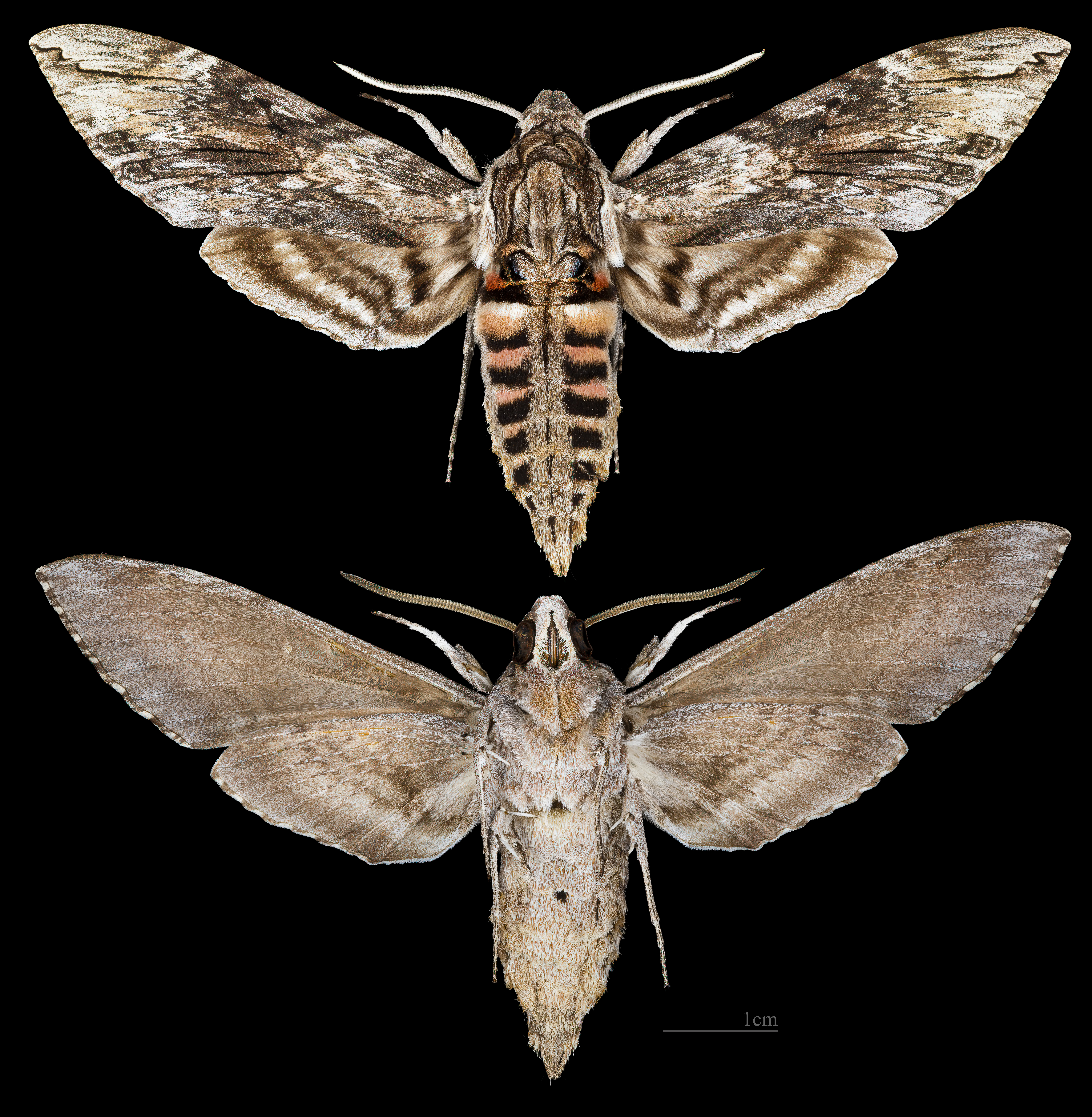
Agrius convolvuli
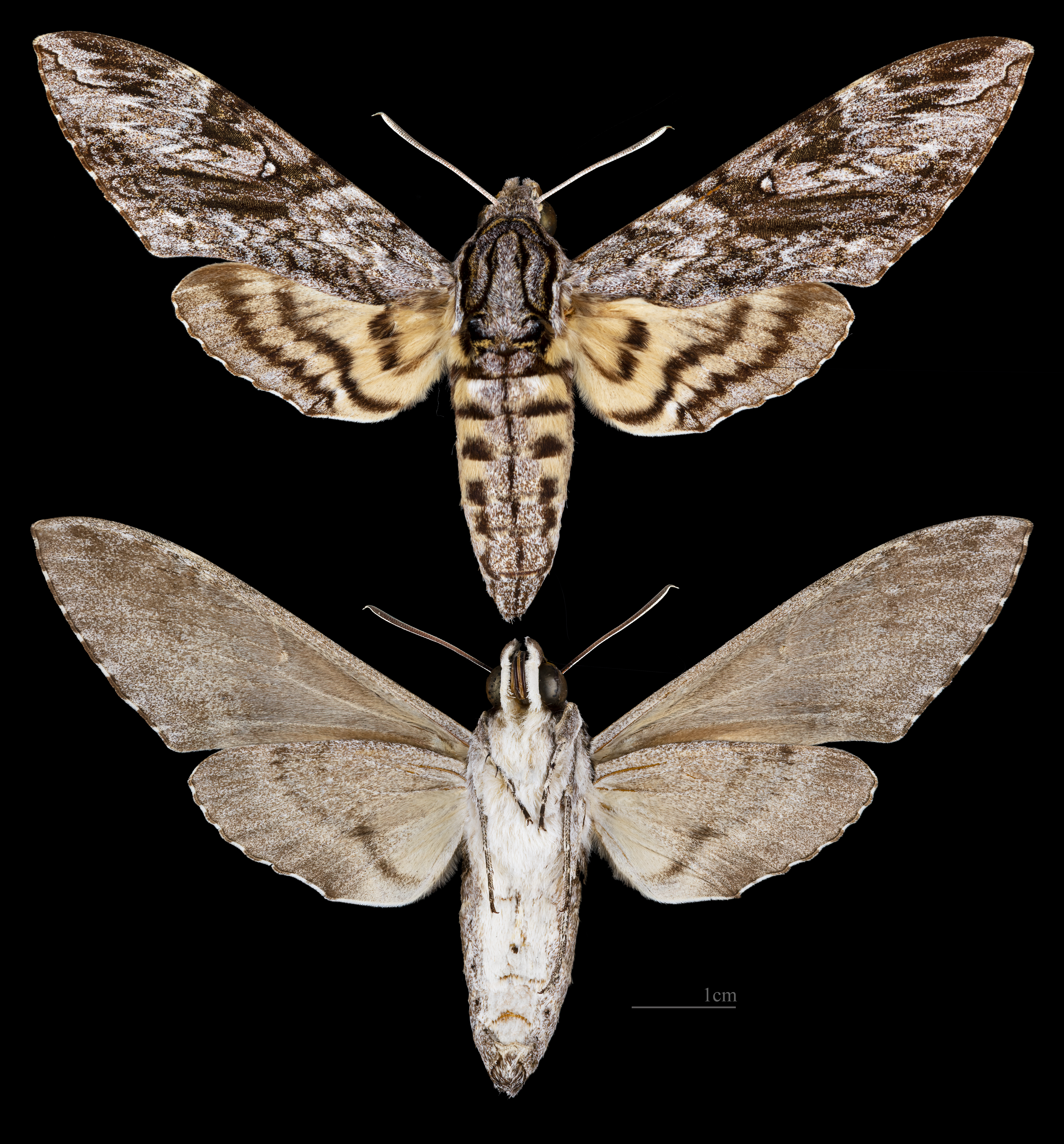
Agrius godarti